# Dolmens de Keredo-er-Run
Les dolmens de Keredo-er-Run sont un groupe de deux dolmens situés à Erdeven dans le département français du Morbihan.

## Description
Les deux dolmens sont situés à un peu moins de 200 m à l'est du hameau de Keredo, ils sont distants d'environ 30 m l'un de l'autre. Le premier dolmen, le plus au nord, est le moins ruiné. Il correspond à un dolmen à couloir orienté au sud-est. La chambre est de forme carrée (2,50 m de côté). Elle est recouverte d'une unique table de couverture. W. C. Lukis a fouillé l'édifice en 1886 et y a mis au jour, au nord de la chambre, un coffre funéraire (1,80 m sur 0,80 m) orienté au nord-ouest/sud-est. Le second dolmen est désormais très dégradé. Il n'en demeure que quatre orthostates et une dalle de couverture brisée qui s'est effondrée à l'intérieur de la chambre. Le dolmen ouvre au sud/sud-est.
Un troisième dolmen, situé à l'intérieur du hameau de Keredo, et dénommé Er Trion a été fouillé par Lukis en 1867. Désormais détruit, il n'est connu que par le plan dressé par Lukis : le dolmen était orienté au sud-est et il comportait six dalles support et trois dalles de couverture.